# Magnum (Kaliber)

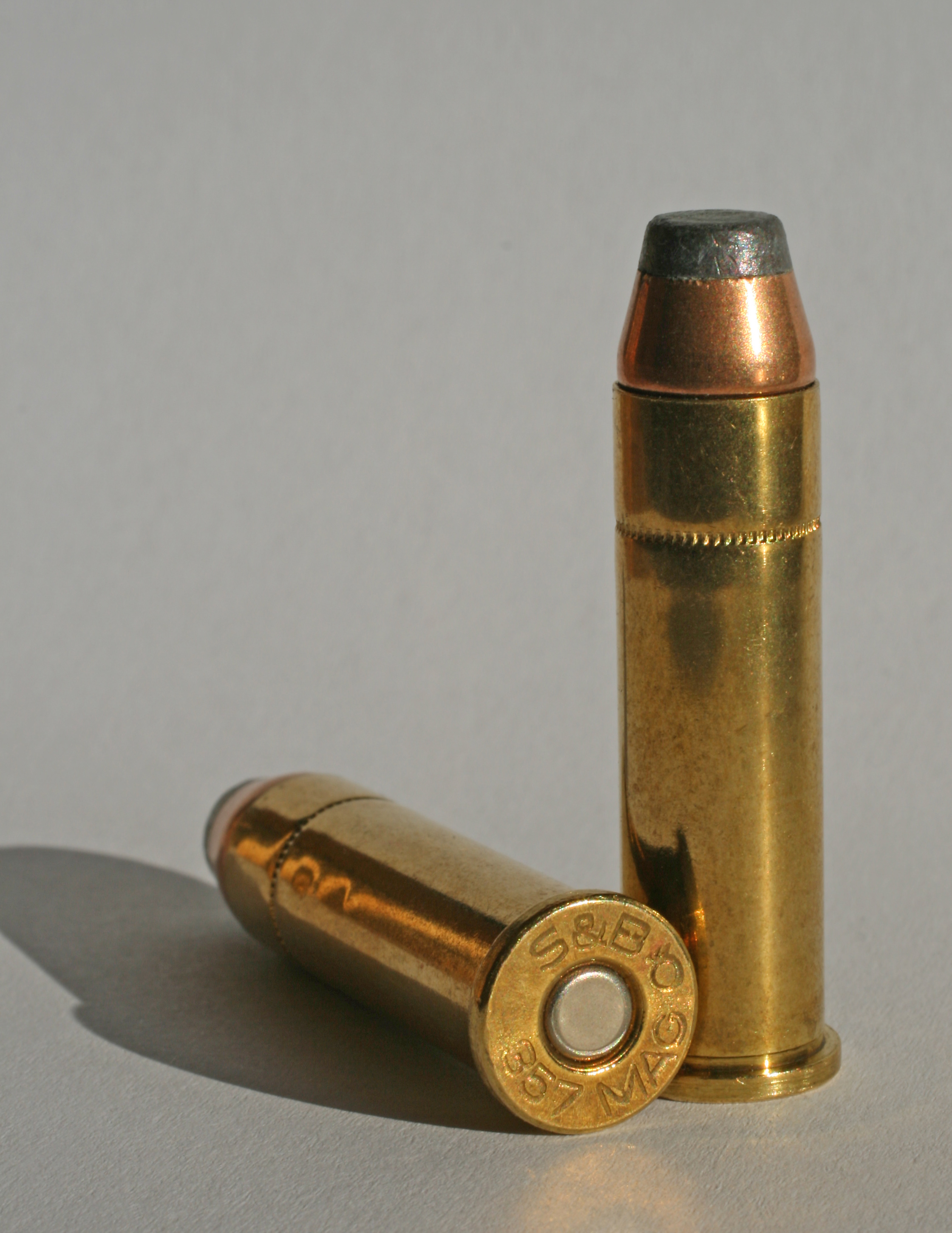
.357-Magnum-Munition

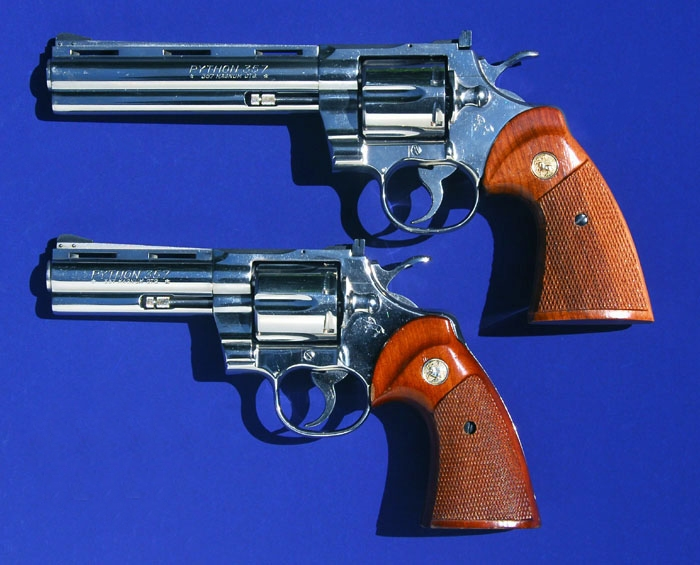
.357 Magnum, Colt-Python-Revolver

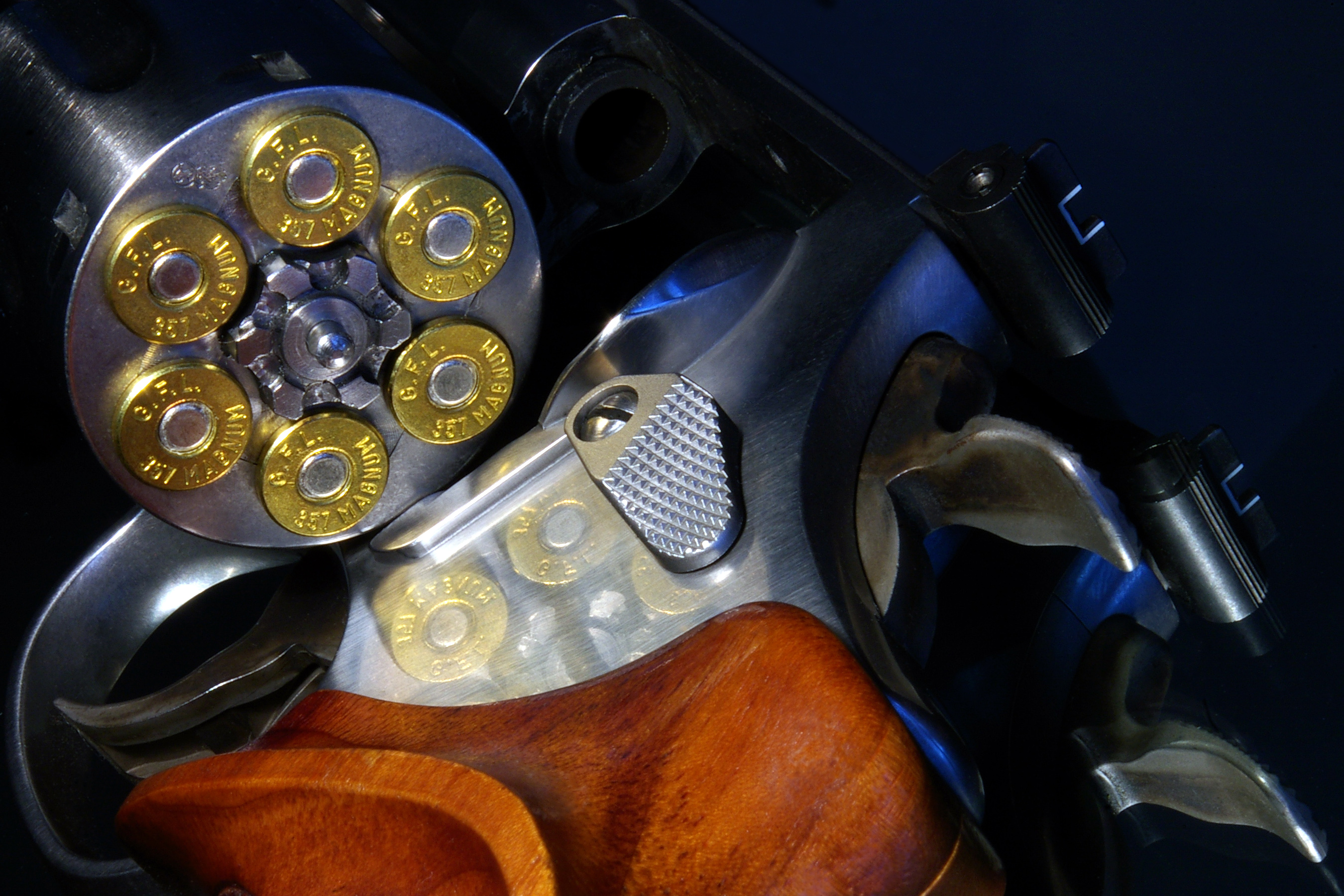
.357 Magnum, Smith & Wesson Revolver 686 Target Champion DL

Magnum ist eine Zusatzbezeichnung für Patronen, die verglichen mit anderen Patronen der gleichen Kaliberklasse über höhere ballistische Leistungen verfügen.

## Begriffsverwendung
Der Bezeichnung liegt keine Standardisierung zugrunde, sie wird von den Herstellern als Hinweis auf die besondere Leistungsfähigkeit eines Patronentyps der Markenbezeichnung hinzugefügt.
Meist ist die Treibladung dieser Magnumpatronen größer mit angepasstem Abbrandverhalten. Bei diesen Patronen sind deshalb der Gasdruck, die Geschwindigkeit des Geschosses und somit dessen Bewegungsenergie höher als bei vergleichbaren Kalibern. Waffen müssen für derartige Patronen konstruktiv angepasst sein, wobei Patronenlager und Verschluss bzw. Trommel und Trommelrahmen (bei Revolvern) für die höheren Belastungen ausgelegt sein müssen.

## Waffen
Magnumpatronen sind für Faustfeuerwaffen, Jagdbüchsenpatronen und auch für Flinten (z. B. 12/76 Magnum) gebräuchlich. 
Beim Einsatz in Faustfeuerwaffen wurden und werden sie vorwiegend aus schweren Revolvern verschossen. Erst seit etwa den 1980er-Jahren kamen auch halbautomatische Selbstladepistolen wie zum Beispiel die Desert Eagle in nennenswerter Zahl auf den Markt, die für Magnumpatronen eingerichtet sind. Als Behördenwaffen kommen sie wegen ihrer Größe und des Gewichts kaum zum Einsatz, sie werden vor allem von Sportschützen und, sofern es nationale Gesetze zulassen, als Jagdwaffen eingesetzt. Flintenläufe in Magnumkalibern (z. B. 12/76 Magnum) werden bei der Beschussprüfung entsprechend mit einem V markiert (gestempelt). Gezogene Läufe wie etwa für Büchsen und Faustfeuerwaffen werden auch trotz Magnumkaliber mit einem N markiert (bspw. bis 2015 mit Bundesadler N oder seit 2015 mit CIP N).

## Patronen
Die bekanntesten Magnumkaliber für Revolver sind .357 Magnum, .41 Magnum und .44 Magnum. Sie alle gehen auf Initiativen des bekannten amerikanischen Schützen und Waffenexperten Elmer Keith in der ersten Hälfte des 20. Jahrhunderts zurück. In letzter Zeit sind noch weitere Magnumkaliber hinzugekommen, die zum Teil die Bezeichnung Magnum nicht führen, wie zum Beispiel .454 Casull, .480 Ruger, .500 S&W, .500 Wyoming Express, .475 Linebaugh, .500 Linebaugh Maximum und weitere.
Revolver in den Kalibern .357 und .44 bieten den Vorteil, dass aus ihnen auch die weit verbreiteten, leistungsschwächeren Patronen .38 Special bzw. .44 Special (teilweise teurer als .44 Magnum) verschossen werden können. Umgekehrt darf dies keinesfalls passieren: Beim Verschießen einer .357-Magnum-Patrone aus einem .38er-Revolver würde bereits beim ersten Schuss die Gefahr einer Waffensprengung mit lebensgefährlichen Verletzungen für den Schützen und Zuschauer bestehen, da die Waffenbauteile nicht für den bei .357-Magnum-Patronen entstehenden Gasdruck ausgelegt sind. Um solche Verwechslungen auszuschließen, ist die Patronenhülse von .357-Magnum-Patronen etwa drei Millimeter länger, was beim Laden eines .38-Special-Revolvers mit .357-Magnum-Patronen bewirkt, dass die Patrone nicht in das Patronenlager passt und um drei Millimeter hervorsteht. Ein Einschwenken und Drehen der fehlgeladenen Trommel ist auf diese Weise wegen der aus ihr herausragenden Patronen nicht möglich.
Bei Gewehrpatronen werden vor allem Spezial-Kaliber für die Hoch- und Großwildjagd mit dem Zusatz Magnum gekennzeichnet, zum Beispiel .300 Winchester Magnum, .375 Holland & Holland Magnum, .458 Winchester Magnum. Der US-amerikanische Konstrukteur und Unternehmer Roy Weatherby hat eine ganze Waffen- und Patronenfamilie am Markt etabliert, die kompromisslos auf ballistische Höchstleistung – bis hin zur .460 Weatherby Magnum – ausgelegt sind.